# Claude Le Ber
Claude Jean Gaston Le Ber (* 7. Juni 1931 in Mont-Saint-Aignan; † 13. Juli 2016 in Bordeaux) war ein französischer Radrennfahrer und nationaler Meister im Radsport.

## Sportliche Laufbahn
Mit dem Radsport begann er im Vélo Club Sotteville. Mit Jacques Anquetil im Team gewann er dreimal die Meisterschaft der Normandie im Mannschaftszeitfahren. Als Amateur gewann er den nationalen Titel im Mannschaftszeitfahren 1953 gemeinsam mit Jacques Anquetil, Francis Levasseur, Brière et Leneutre.
Von 1954 bis 1958 fuhr er als Berufsfahrer. Seinen ersten Vertrag als Profi hatte er mit dem Radsportteam Mercier-BP-Hutchinson. Er war unter anderem Domestike für Jacques Anquetil und Louison Bobet.
1955 gewann er die nationale Meisterschaft in der Einerverfolgung. In der Luxemburg-Rundfahrt und in der Marokko-Rundfahrt konnte er Etappensiege feiern. In der Vuelta a España 1956 war er auf zwei Tagesabschnitten siegreich (1958 im Mannschaftszeitfahren) und gewann zudem das Eintagesrennen Paris–Limoges. Le Ber bestritt alle Grand Tours. Die Tour de France fuhr er dreimal. Im Giro d’Italia war er 1953 am Start, in der Vuelta a España 1956 und 1958.

## Grand-Tour-Platzierungen
| Grand Tour            | 1955 | 1956 | 1957 | 1958 |
| --------------------- | ---- | ---- | ---- | ---- |
| Vuelta a EspañaVuelta | –    | DNF  | –    | DNF  |
| Giro d’ItaliaGiro     | –    | –    | 73   | –    |
| Tour de FranceTour    | DNF  | 59   | DNF  | –    |

## Berufliches
Nach seiner sportlichen Karriere arbeitete er als Lastwagenfahrer.